# Praça Afonso de Albuquerque
La Praça Afonso de Albuquerque è una piazza che si trova nella freguesia di Belém della città di Lisbona nei pressi del fiume Tago. 
La piazza prende il nome da Afonso de Albuquerque, esploratore e secondo governatore dell'India portoghese, e sorge sul luogo in cui nel XVIII secolo vi era il porto da cui nel 1807 la regina Maria I fuggì alla volta di Rio de Janeiro per sfuggire alle truppe napoleoniche che avevano invaso il Portogallo.
La piazza si trova di fronte al Palácio Nacional de Belém, un palazzo del XV secolo che oggi viene utilizzato come residenza del Presidente del Portogallo, e ospita un monumento in stile neo-manuelino che funge da piedistallo per una statua in bronzo di Afonso de Albuquerque.